# Тунець смугастий
Смугастий тунець (Katsuwonus pelamis; яп. 鰹, кацуо; англ. Skipjack tuna, Bonito) — риба родини скумбрієвих (Scombridae). Також відома як аку, арктичний боніт, океанічний боніт, скіпджек або риба-переможець.
Смугастий тунець — пелагічна риба, що мешкає у теплих екваторіальних і тропічних водах по всьому світу. Мігрує на північ у субтропічні і помірні води.

## Короткий опис
Тіло смугастого тунця схоже на інших тунців. Але більш товсте і округле, з темними поздовжніми смугами на боках і животі. Ці смуги, що дали назву цьому видові тунця, йдуть від грудного плавника до хвоста. Колір спини — синьо-чорний, а живота — сріблястий. Спинні плавці розміщені близько один до одного. Луска є лише в районі грудного плавця і утворює своєрідний корсет.
Смугастий тунець належить до зграйних пелагічних риб. Довжина тіла сягає 1 м, а вага становить близько 25 кг. Середні смугасті тунці бувають довжиною до півметра і масою 3—5 кг. Риби цього виду формують зграї, що проживають у поверхневих горизонтах океанів і морів, у водах температурою 19—25 °С. Густі зграї смугастого тунця формуються з подібних за розміром риб, що мають однакові здібності до активного пересування. Зграя харчується анчоусами, дрібною рибою, кальмарами і ракоподібними, що живуть у поверхневих шарах океану. Нерест смугастого тунця відбувається лише в теплих тропічних водах і триває цілий рік. 
Смугастий тунець належить до важливих промислових риб. Обсяги його вилову у світі займають перше місце серед інших тунців. М'ясо смугастого тунця має гарні смакові якості і використовується у багатьох національних кухнях світу.